# Lori Williams
Lori Williams (geboren op 23 maart 1946 te Pittsburgh) is een Amerikaanse actrice die bekend staat om haar hoofdrol in de cultfilm Faster, Pussycat! Kill! Kill!.

## Filmografie
- The Prize (1963), onvermeld
- Viva Las Vegas (1964), onvermeld
- Get Yourself a College Girl (1964)
- Girl Happy (1965), onvermeld
- Tickle Me (1965), onvermeld
- Faster, Pussycat! Kill! Kill! (1965)
- The Incredible Sex Revolution (1965)
- A Swingin' Summer (1965)
- Our Man Flint (1966)
- It's a Bikini World (1967)
- The Poseidon Adventure (1972), onvermeld
- 99 and 44/100% Dead (1974), onvermeld
- The Marvelous Land of Oz (1981), tv-film
- Go, Pussycat, Go! (2005), short

- Biblioteca Nacional de España: XX4832603
- Bibliothèque nationale de France: cb14239370v (data)
- Gemeinsame Normdatei: 173774733
- International Standard Name Identifier: 0000 0003 5588 730X
- Library of Congress Control Number: no2015150755
- Virtual International Authority File: 173851194
- WorldCat: E39PBJx4jHf4QjwmFTxXx9TJXd